# プロベラム
プロべラム (Probellum) は、かつて存在したボクシングプロモーション会社。
犯罪組織の幹部とされるダニエル・キナハンとの関係を疑われ最終的に売却された。

## 概要
2021年9月、元ゴールデンボーイ・プロモーションズCEOのリチャード・シェーファーによって設立された。一方でプロベラムは、設立当初から、犯罪組織のボスとされる人物であるダニエル・キナハン及び、キナハンが設立したボクシングプロモーション会社のMTKグローバルと密接に関係していると指摘されていた。
2022年3月10日、ディスカバリーとテレビ放送契約を結び、プロベラムがドバイで3月18日・19日に行う興行から、ディスカバリー傘下のユーロスポーツ及びDiscovery+、Eurosport Appを通して、ヨーロッパとインド亜大陸の62の国と地域で放送されることが発表された。
2022年4月12日、アメリカ合衆国国務省が、ダニエル・キナハンを犯罪組織の幹部と認定して制裁を科し、キナハンの逮捕および有罪判決に繋がる情報の提供者に、500万米ドル（約6億9千万円）の懸賞金を支払うと発表した。同日、この発表を受けてトップランク社のボブ・アラムがプロベラムおよびMTKグローバルと関係を断ち切るとコメントした。
2022年4月15日、社長のシェーファーがインタビューで、プロベラムとキナハンの関係を完全否定し、また、プロベラムにキナハンと繋がりを持つボクサーがいた場合は解雇すると答えた。
2022年4月19日、ユーロスポーツがプロベラムとの放送契約を打ち切ったことが判明した。また、プロベラムの興行を北アメリカで放送する予定だったfuboTV、ラテンアメリカで放送する予定だったESPN Knockoutも同様に放送契約を打ち切った。Sky Sportsはプロベラム及びMTKグローバルと契約するボクサーの同局への出演を禁止した。
2023年にドバイを拠点とする新しいボクシングプロモーション会社のディスラプト・プロモーションズに売却された。

## ダニエル・キナハンとの関係
プロベラムの契約ボクサーのほとんどがダニエル・キナハンが設立したボクサーマネージメント会社のMTKグローバルと契約していたことや、プロベラムがドバイで行った興行でキナハンが試合会場に観戦に来たこと、また、元々はMTKグローバルがプロベラムの商標登録をしていたと報道するメディアもあるなど、プロベラムはキナハンと密接に関係していると疑惑を持たれていた。
2022年4月にアメリカ合衆国国務省が、ダニエル・キナハンを犯罪組織の幹部と認定し制裁を科すと、トップランク社のボブ・アラムは、既に決まっていたジャニベク・アリムハヌリvsダニー・ディグナムや、直接交渉に関与しなかった、井上尚弥vsノニト・ドネア第2戦や井上尚弥vsポール・バトラーを除いて、プロベラムおよびMTKグローバルとの取引を停止した。また井上尚弥vsポール・バトラーは世界バンタム級4団体王座統一戦という歴史的一戦だったにもかかわらずバトラーの母国イギリスではテレビ放送もインターネット配信も無かったが、これもキナハンとの関係を疑われた影響だと言われている。

## 主な元契約ボクサー
- レジス・プログレイス[15]
- ノニト・ドネア[15]
- エイマンタス・スタニオニス[15]
- オシャキー・フォスター
- ポール・バトラー[15]
- サニー・エドワーズ
- チャーリー・エドワーズ
- リアム・ウィリアムス
- エドゥアルド・エルナンデス
- リッキー・バーンズ[15]
- ドニー・ニエテス[16]
- バハディール・ジャロロフ（東京五輪スーパーヘビー級金メダル）
- エベルト・ソウザ（東京五輪ミドル級金メダル）[17]
- ハバネス・バッチコフ（東京五輪ライト級銅メダル）
- ロッキー・フィールディング
- バドゥ・ジャック[15]
- パット・マコーマック（東京五輪ウェルター級銀メダル）[18]

## 主な元提携プロモーション
- ワッサーマン・ボクシング[15]
- ウニヴェルズム（ドイツ）[15]
- グループ・イヴォン・ミシェル（カナダ）[15]
- マラビージャボックス・プロモーションズ（スペイン）[15]
- カイノック・ボクシング（スコットランド）[15]
- バッファロー・ボクシング（ニカラグア）[15]